# Nowoukrajinśke (obwód zaporoski)
Nowoukrajinśke (ukr. Новоукраїнське) – wieś na Ukrainie, w obwodzie zaporoskim, w rejonie połohowskim. W 2001 liczyła 45 mieszkańców.